# André Lhote
André Lhote (5. července 1885 Bordeaux – 24. ledna 1962 Paříž) byl francouzský malíř, představitel kubismu a velmi vlivný učitel a teoretik modernistického hnutí ve Francii.

## Životopis
Lhote se narodil v Bordeaux a od dvanácti let se učil řezbářství a sochařství ve dřevě u místního výrobce nábytku. V roce 1898 se zapsal na École des Beaux-Arts v Bordeaux a do roku 1904 zde studoval sochařství. V roce 1905 se rozhodl věnovat malbě a otevřel si vlastní ateliér. V roce 1907 přesídlil do Paříže, kde tvořil pod vlivem Gauguina a Cézanna. První samostatnou výstavu měl v roce 1910 v Galerie Druet.
Jeho práce zpočátku vznikaly pod vlivem fauvismu, ale od roku 1912 jsou v nich stále patrnější prvky kubismu, ale vždy zároveň pod vlivem klasického malířství, byl mj. velkým ctitelem Ingrese. V roce 1912 se připojil ke skupině Section D'Or (Zlatý řez) a spolu s ní vystavoval své práce.
Tři své práce vystavil na Salonu nezávislých v roce 1913.
Po 1. světové válce se připojil ke skupině kubistických umělců podporovaných galeristou Léoncem Rosenbergem. V roce 1918 spoluzaložil časopis Nouvelle Revue française, časopis o umění, ve kterém publikoval mj. své fejetony o dějinách umění.
V roce 1955 byl oceněn Grand Prix National de Peinture za celoživotní dílo.

### Pedagogické působení
V letech 1918-1920 působil jako učitel na Académie Notre-Dame des Champs, poté na Académie de la Grande Chaumière a zároveň i na své vlastní škole se sídlem v Rue d’Odessa na pařížském Montparnassu. Mezi jeho žáky William Klein, Tamara de Lempicka, Bertrand Dorny, Marcelle Rivier, Henri Cartier-Bresson, Dario Villalba, Robert Wehrlin, Lino Enea Spilimbergo, Julie van der Veen, Gwyneth Johnstone, Kuno Veeber, Simon Elwes, Adamson-Eric, Charlotte van Pallandt a další.
Od 30. let přednášel na řadě míst, mj. v Belgii, Velké Británii a Itálii, po roce 1950 také v Egyptě a Brazílii.